# رینوفیما
رینوفیما (به انگلیسی: Rhinophyma) وضعیتی است که باعث ایجاد بینی بزرگ و پیازی شکل، همراه با ارتشاح گرانولوماتوز می‌شود که معمولاً ناشی از ابتلا به بیماری روزاسه است که درمان نشده باشد. این عارضه در مردان مسن سفیدپوست شایع است.
اصطلاح‌های محاوره‌ای که برای رینوفیما به کار می‌رود عبارتند از: دماغ ویسکی، شکوفهٔ جین، دماغ توروس و دماغ سیب‌زمینی.

## علائم و نشانه‌ها

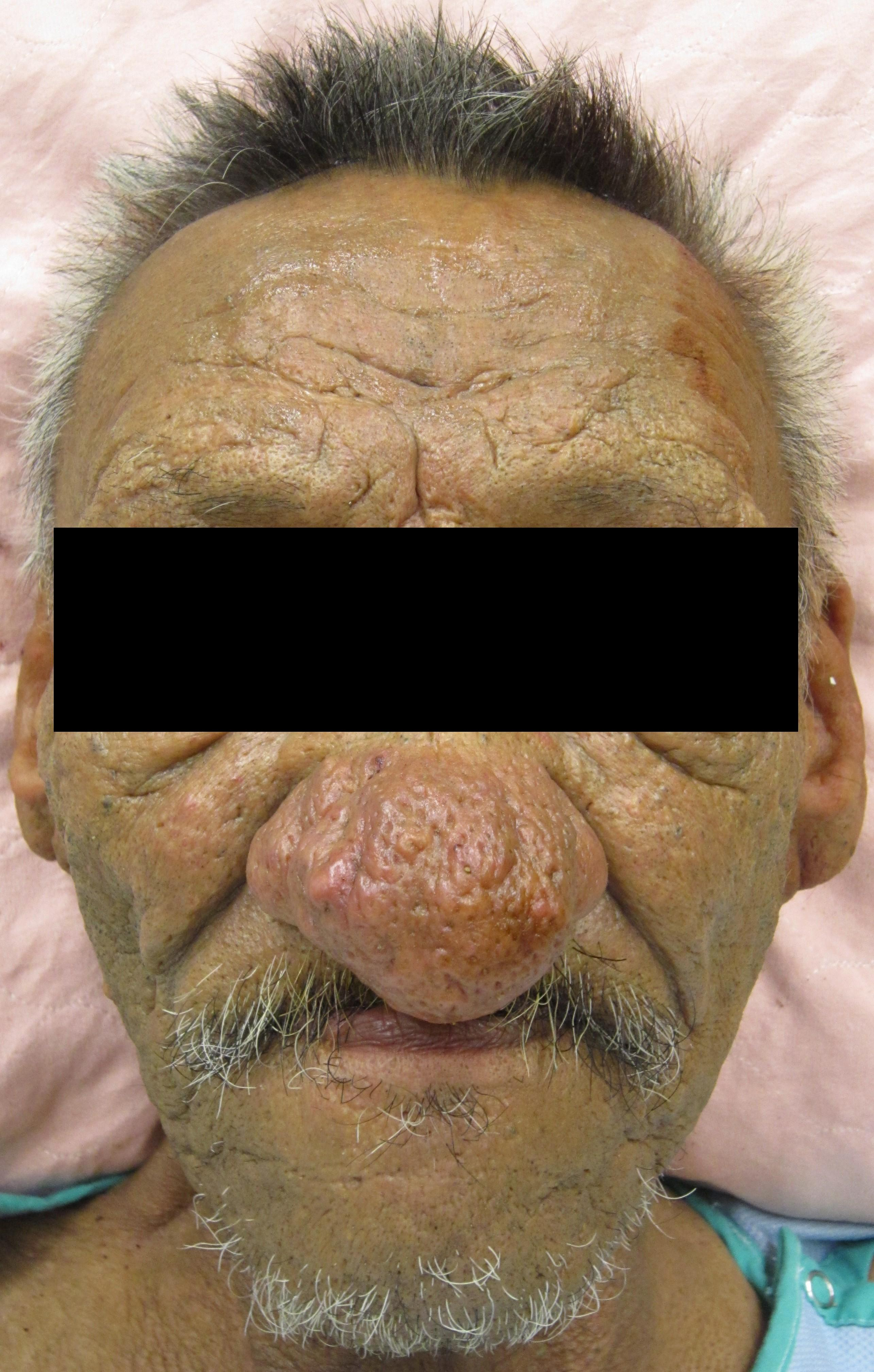
نمونه ای از رینوفیما شدید.

رینوفیما به منافذ برجسته و ضخیم شدن فیبروز بینی، گاهی اوقات همراه با پاپول شناخته می‌شود. این بیماری به بیماری شایع پوستی روزاسه مرتبط است و از نظر بالینی می‌تواند به ۵ درجه با شدت فزاینده طبقه‌بندی شود.

### عوارض
ضخیم شدن بافت بینی، ممکن است باعث انسداد راه هوایی و مانع از تنفس شود.
رینوفیما چون بر ظاهر شخص تأثیر می‌گذارد و اجتماع آن را با اعتیاد به الکل مرتبط می‌دانند، باعث ایجاد ناراحتی روانی در فرد می‌شود.

## علل
رینوفیما در افراد خاصی که مستعد روزاسه و به مدت طولانی مبتلا به آن بوده‌اند بروز کرده و به شکل شدید آن پیشرفت می‌کند.
اگرچه اغلب تصور می‌شود که رینوفیما با اعتیاد به الکل مرتبط است، اما رابطه مستقیم بین این بیماری و مصرف بیش از حد الکل هنوز اثبات نشده‌است. الکل ممکن است باعث افزایش گُرگرفتگی در افراد مبتلا شود.

## پاتوفیزیولوژی
رینوفیما در برخی افراد پس از روزاسه مزمن که به روزاسه آکنه تبدیل شده، ایجاد می‌شود.
روزاسه معمولاً در افراد بین ۲۰ تا ۳۰ساله شروع می‌شود. روزاسه با برافروختگی صورت (پیشا روزاسه) شروع می‌شود. پس از آن پوست بینی ضخیم شده و عروق آن پرخون می‌شود که منجر به اریتم پایدار (روزاسه عروقی) می‌شود. سپس پاپولها و پوسچولها ایجاد می‌شوند و شروع آکنه روزاسه (التهابی) را نشان می‌دهند. فقط گروهی از افرادی که آکنه روزاسه دارند، به رینوفیما مبتلا می‌شوند. عفونت مزمن نیز در آن شایع است زیرا مایع چربی غلیظ شده، باعث جذب باکتری‌ها می‌شود.
رینوفیما با هیپرتروفی پوست بینی همراه با هیپرپلازی و فیبروز غدد سباسه (غدد چربی پوست) و بافت همبند تشخیص داده می‌شود. نوک و پره‌های بینی بیشتر دچار هیپرتروفی و قسمت پایینی بینی به صورت عمده درگیر می‌شود. اما استخوان بینی دچار بیماری نمی‌شود.
مکانیسم پاتوفیزیولوژیک دقیق ایجاد روزاسه و رینوفیما هنوز ناشناخته است، اما تصور می‌شود ترکیبی از اختلالات عصبی-عروقی و سیستم ایمنی در آنها دخیل است که باعث ایجاد التهاب، فیبروز و عروقی شدن بافت می‌شود.

### شیوع در مردان
با اینکه زنان بیشتر دچار آکنه روزاسه می‌شوند، اما به ندرت به رینوفیما مبتلا می‌شوند. تصور می‌شود که عوامل آندروژنیک، مردان را بیشتر مستعد ابتلا به رینوفیما می‌کند.

## تشخیص
رینوفیما از نظر بالینی بر مبنای نوع بروز (اریتم، تلانژکتازی و هیپرتروفی پوست بینی) تشخیص داده می‌شود. تشخیص توسط بافت‌شناسی تأیید می‌شود.

## درمان
درمان آن شامل پاک کردن قسمت عمده بافت با یک ابزار تیز یا لیزر دی‌اکسید کربن و فرصت دادن به بهبود زخم است. گاهی اوقات، بافت به‌طور کامل برداشته می‌شود و در آن ناحیه پوست جدید پیوند زده می‌شود.

## همه‌گیرشناسی
رینوفیما در مردان اروپایی بالای ۵۰ سال شایع است. احتمال ابتلا به این بیماری در مردان ۵ تا ۳۰ برابر زنان است که احتمالاً به دلیل عوامل آندروژنی است. در ایالات متحده، افراد آسیایی‌تبار و آفریقایی‌تبار به ندرت دچار این بیماری می‌شوند.

## جامعه
نام‌های محاوره ای این عارضه عبارتند از: «دماغ ویسکی»، «شکوفه جین» و «دماغ سیب زمینی». اغلب تصور می‌شود که این بیماری نتیجهٔ اعتیاد به الکل است (علیرغم اینکه ارتباط الکل به ایجاد رینوفیما واقعاً مشخص نیست). این تصور منجر به انگ زدن به افراد مبتلا به این بیماری شده‌است. در فیلم، شخصیت‌های شرور را با رینوفیما به تصویر کشیده‌اند، به ویژه ملکهٔ بدجنس در کارتون سفید برفی و هفت کوتوله. از جمله افرادی که به این بیماری مبتلا بودند، جی پی مورگان بانکدار آمریکایی بود.